# Кальфан, Николь
Николь Кальфан (фр. Nicole Calfan; род. 4 марта 1947, Нёйи-сюр-Сен, Сена, Франция) — французская актриса.

## Биография
Родилась 4 марта 1947 года в Нёйи-сюр-Сен, Франция.
Она проходила обучение актёрскому мастерству в Консерватории драматического искусства, которую окончила в 1969 году, после чего стала играть в театре Комеди Франсез, в котором проработала шесть лет. Её первое появление на экране состоялось в фильме Пьера Этекса «Великая любовь». В 1973 и 1974 годах она сыграла в фильмах Ричарда Лестера «Три мушкетёра» и «Четыре мушкетёра: Месть миледи».

## Личная жизнь
14 июня 1986 года она вышла замуж за Франсуа Валери, с которым у них родилось двое детей: Жереми и Майкл. Пара рассталась в январе 1993 года.
Она была близкой подругой актёра Дерка Богарда, с которым познакомилась на съёмках «Предательства» (1975).

## Избранная фильмография
- 1969 — «Великая любовь» — Агнес
- 1970 — «Борсалино — Жинетт
- 1971 — «Взломщики — Элен
- 1973 — «Три мушкетёра» — Китти
- 1974 — «Четыре мушкетёра: Месть миледи» — Китти
- 1975 — «В Сантьяго идёт дождь» — дочь Альенде
- 1977 — «Банда» — Маринетт
- 1986 — «Макс, моя любовь» — Элен
- 1988 — «Отпетые мошенники» — леди в машине
- 2002 — «Комиссар Наварро» — Мартина Орлофф
- 2008 — «Человек и его собака» — женщина в больнице
- 2018 — «Ги» — Стефани Мадани